# Fornax (mytologi)
Fornax (latin för "ugn") är den romerska gudinnan av eldstaden och bakning.  Hennes festival, Fornacalia, firades den 17 februari och kungjordes av curio maximus.